# Angitia hermione
Angitia hermione är en fjärilsart som beskrevs av William Schaus 1914. Angitia hermione ingår i släktet Angitia och familjen nattflyn. Inga underarter finns listade i Catalogue of Life.